# 芬奇利
芬奇利（Finchley）是英國北倫敦的一個地區，在行政區劃上屬於巴內特倫敦自治市。芬奇利位於查令十字以北11 km（6.8 mi）處。在歷史上芬奇利曾經屬於米德塞克斯郡，但在1965年被劃入大倫敦地區。

## 友好城市
- 法國 勒兰西